# Chorizanthe

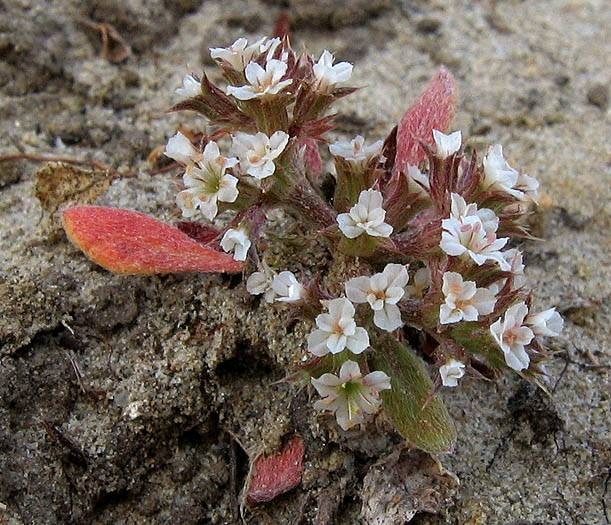
Chorizanthe parryi

Chorizanthe – rodzaj roślin z rodziny rdestowatych (Polygonaceae). Obejmuje 61 gatunków. Występują one na suchych obszarach w zachodniej części Ameryki Północnej (od północno-zachodniego Meksyku po stan Waszyngton) oraz w zachodniej części Ameryki Południowej (w Peru, środkowym i północnym Chile oraz północno-zachodniej Argentynie).

## Morfologia

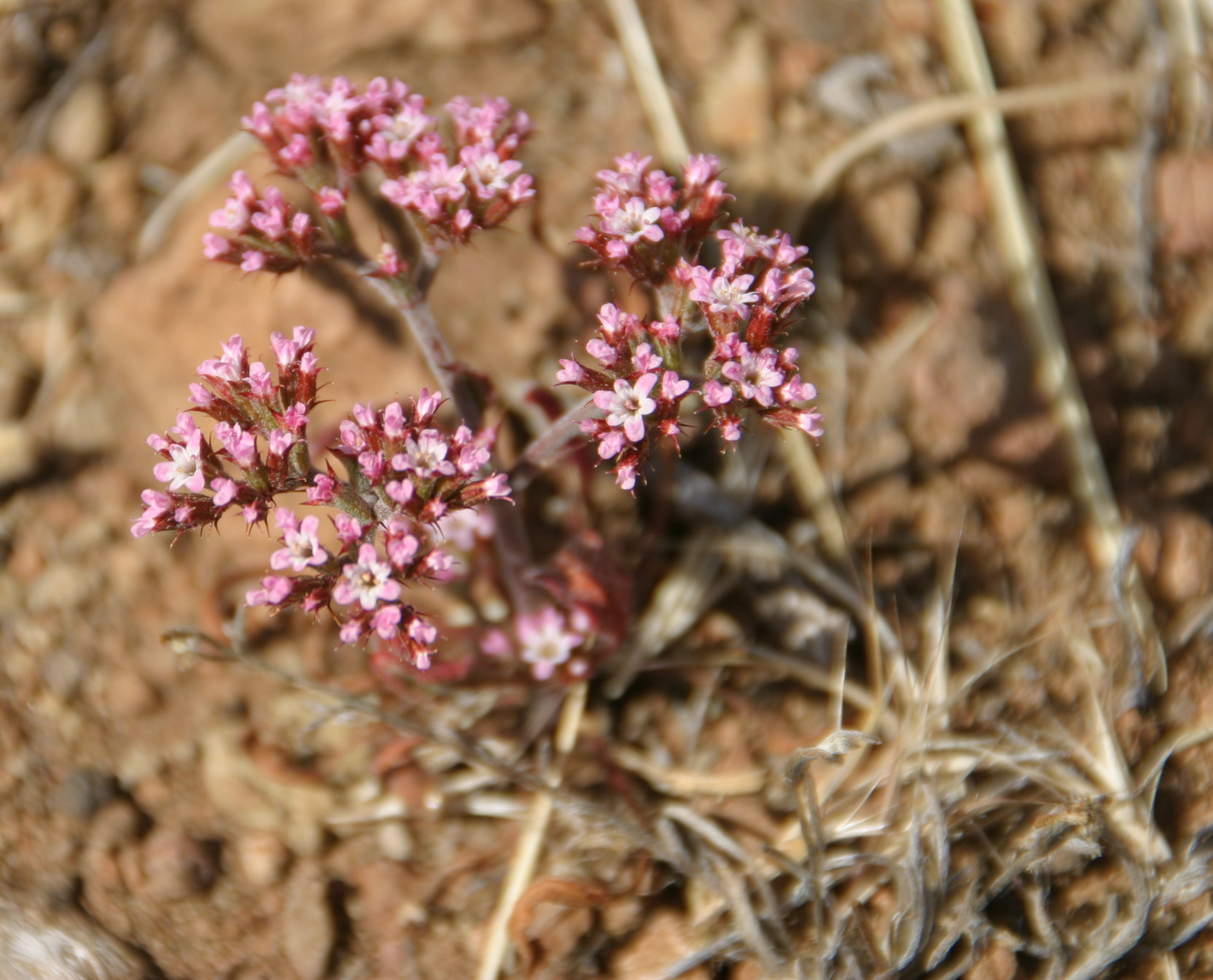
Chorizanthe staticoides

PokrójByliny, półkrzewy i rośliny roczne z cienkim lub tęgim korzeniem palowym. Pędy płożące, podnoszące się lub prosto wzniesione, owłosione, cienkie, czasem członowane.
LiścieTrwałe lub szybko opadające, skrętoległe, ogonkowe, wszystkie skupione w rozetę przyziemną lub część rośnie na łodydze. Blaszka liściowa równowąska, lancetowata do łopatkowatej.
KwiatyZebrane w szczytowe kwiatostany wierzchotkowe, czasem zbite w gęste główki. Rozgałęzienia kwiatostanu wsparte zwykle parami podsadek, rzadziej wyrastają w większej liczbie w okółkach. Są one w różnym stopniu owłosione, czasem kosmato, są liściopodobne, lancetowate lub szydlaste, czasem z ością na szczycie. Kwiaty obupłciowe, wyrastają pojedynczo albo rzadziej po dwa w walcowatej lub dzwonkowatej okrywie tworzonej przez 1–6 listków, ostro zakończonych, zwykle z ostką na szczycie. Okwiat biały, żółty, różowy lub fioletowy, walcowaty, lejkowaty lub dzwonkowaty, tworzony z 6 jednakowych lub zróżnicowanych listków, całobrzegich lub wcinanych. Pręciki w różnej liczbie od 3 do 9, o nitkach wolnych lub przyległych do rurki okwiatu, nagich lub owłosionych. Zalążnia jest górna, z trzema wzniesionymi lub rozpostartymi szyjkami słupka.
OwoceNiełupki soczewkowate, kulistawosoczewkowate lub trójkanciaste, nagie, zamknięte w trwałym okwiecie.

## Systematyka
Pozycja systematyczna
Rodzaj z podrodziny Eriogonoideae z rodziny rdestowatych (Polygonaceae).
Lista gatunków
- Chorizanthe angustifolia Nutt.
- Chorizanthe aphanantha K.M.Nelson & D.J.Keil
- Chorizanthe biloba Goodman
- Chorizanthe blakleyi Hardham
- Chorizanthe brevicornu Torr.
- Chorizanthe breweri S.Watson
- Chorizanthe clevelandii Parry
- Chorizanthe commissuralis J.Rémy
- Chorizanthe corrugata (Torr.) Torr. & A.Gray
- Chorizanthe cuspidata S.Watson
- Chorizanthe dasyantha Phil.
- Chorizanthe diffusa Benth.
- Chorizanthe douglasii Benth.
- Chorizanthe eastwoodiae (Goodman) D.Gowen & L.A.Johnson
- Chorizanthe fimbriata Nutt.
- Chorizanthe flava Brandegee
- Chorizanthe flavescens Phil.
- Chorizanthe frankenioides J.Rémy
- Chorizanthe gajardoi Teillier & J.Macaya
- Chorizanthe glabrescens Benth.
- Chorizanthe howellii Goodman
- Chorizanthe inequalis Stokes
- Chorizanthe interposita Goodman
- Chorizanthe kingii Phil.
- Chorizanthe leptotheca Goodman
- Chorizanthe macraei Benth.
- Chorizanthe membranacea Benth.
- Chorizanthe mieresii Teillier & J.Macaya
- Chorizanthe minutiflora R.Morgan, Styer & Reveal
- Chorizanthe mutabilis Brandegee
- Chorizanthe navasiae Teillier & J.Macaya
- Chorizanthe novoana Teillier & J.Macaya
- Chorizanthe obovata Goodman
- Chorizanthe orcuttiana Parry
- Chorizanthe palmeri S.Watson
- Chorizanthe paniculata Benth.
- Chorizanthe parryi S.Watson
- Chorizanthe peduncularis Benth.
- Chorizanthe polygonoides A.Gray
- Chorizanthe procumbens Nutt.
- Chorizanthe pulchella Brandegee
- Chorizanthe pungens Benth.
- Chorizanthe rectispina Goodman
- Chorizanthe rigida (Torr.) Torr. & A.Gray
- Chorizanthe robusta Parry
- Chorizanthe rosasii Teillier & J.Macaya
- Chorizanthe rosulenta Reveal
- Chorizanthe spinosa S.Watson
- Chorizanthe staticoides Benth.
- Chorizanthe stellulata Benth.
- Chorizanthe turbinata Wiggins
- Chorizanthe umbellata Phil.
- Chorizanthe uniaristata Torr. & A.Gray
- Chorizanthe vaginata Benth.
- Chorizanthe valida S.Watson
- Chorizanthe ventricosa Goodman
- Chorizanthe virgata Benth.
- Chorizanthe viridis Phil.
- Chorizanthe watsonii A.Gray
- Chorizanthe wheeleri S.Watson
- Chorizanthe xanti S.Watson